# انتخابات مجلس الأمة الكويتي 1971
أقيمت الانتخابات الثالثة لمجلس الأمة الكويتي في عام 1971، وقد وزعت المناطق على عشرة دوائر، ويفوز أول خمسة مرشحين.

## توزيع الدوائر
الدائرة الأولى
- منطقة شرق
- منطقة الدسمة
- منطقة الصوابر
- منطقة بنيد القار
- منطقة المطبة
- منطقة البلوش

الدائرة الثانية
- منطقة القبلة
- منطقة المرقاب
- منطقة الصالحية

الدائرة الثالثة
- منطقة الشويخ
- منطقة الصليبيخات
- منطقة الجهراء
- منطقة البر
- مدينة العمال

الدائرة الرابعة
- منطقة الشامية
- منطقة الروضة
- منطقة الفروانية
- منطقة جليب الشيوخ
- منطقة العضيلية

الدائرة الخامسة
- منطقة كيفان
- منطقة الخالدية
- منطقة أبرق خيطان
- منطقة السرة

الدائرة السادسة
- منطقة القادسية
- منطقة المنصورية
- منطقة الفيحاء
- منطقة الحديقة

الدائرة السابعة
- منطقة الدسمة
- منطقة الدعية
- جزيرة فيلكا وسائر الجزر

الدائرة الثامنة
- منطقة حولي
- منطقة النقرة
- منطقة الجابرية
- منطقة العديلية

الدائرة التاسعة
- منطقة السالمية
- منطقة الرميثية
- منطقة البدع
- منطقة الراس
- منطقة الشعب

الدائرة العاشرة
- مدينة الأحمدي
- منطقة المقوع
- منطقة واره
- منطقة الصبيحية
- منطقة جعيدان
- منطقة برقان
- منطقة الفحيحيل
- منطقة الشعيبة
- منطقة أبو حليفة
- منطقة المنقف
- منطقة الفنطاس
- منطقة الفنيطيس

## الفائزون بالانتخابات على حسب الدوائر
الدائرة الأولى
- إبراهيم يوسف خريبط
- يوسف السيد هاشم السيد أحمد الرفاعي
- أحمد سيد عابد الموسوي
- عيسى عبد الله بهمن
- حسن جوهر عبد علي حيات

الدائرة الثانية
- سالم خالد داود المرزوق
- علي إبراهيم المواش
- إبراهيم محمد الميلم
- سليمان يوسف الذويخ
- علي ثنيان الغانم

الدائرة الثالثة
- خالد صالح الغنيم
- فلاح مبارك الحجرف
- حمد مبارك العيار
- ناصر محمد الساير
- محمد ضيف الله القحص

الدائرة الرابعة
- يوسف خالد المخلد المطيري
- محمد حمد البراك
- عبد الكريم هلال الجحيدلي
- عباس مناور المسيلم
- غنام الجمهور

الدائرة الخامسة
- خالد مسعود الفهيد
- بدر ضاحي العجيل
- ناصر صنهات ساير العصيمي
- محمد عبد المحسن العصيمي
- جاسم إسماعيل جمعه الياسين

الدائرة السادسة
- راشد عبد الله الفرحان
- محمد أحمد الرشيد
- مبارك الحساوي
- أحمد يوسف النفيسي
- عبد الله محمد النيباري

الدائرة السابعة
- بدر المضف
- عبد اللطيف عبد الحسين الكاظمي
- عبد المطلب عبد الحسين الكاظمي
- خالد مشاري الروضان
- يوسف صالح الرومي

الدائرة الثامنة
- أحمد محمد الخطيب
- عبد العزيز فهد المساعيد
- علي عبد الله الحبشي
- سامي أحمد المنيس
- علي صالح الفضالة

الدائرة التاسعة
- راشد الجويسري
- مرضي عبد الله الأذينة
- علي ثنيان الأذينة
- فالح حمود العازمي (فاز بالانتخابات التكميلي)
- محمد وسمي السديران
- جمعان محمد الحريتي

الدائرة العاشرة
- خالد العجران
- مسعود سعد الهملان
- سلطان سلمان العجمي
- سعد بن طامي
- عبد الله حمد العجمي